# Denkmalgeschützte Objekte im Okres Ružomberok

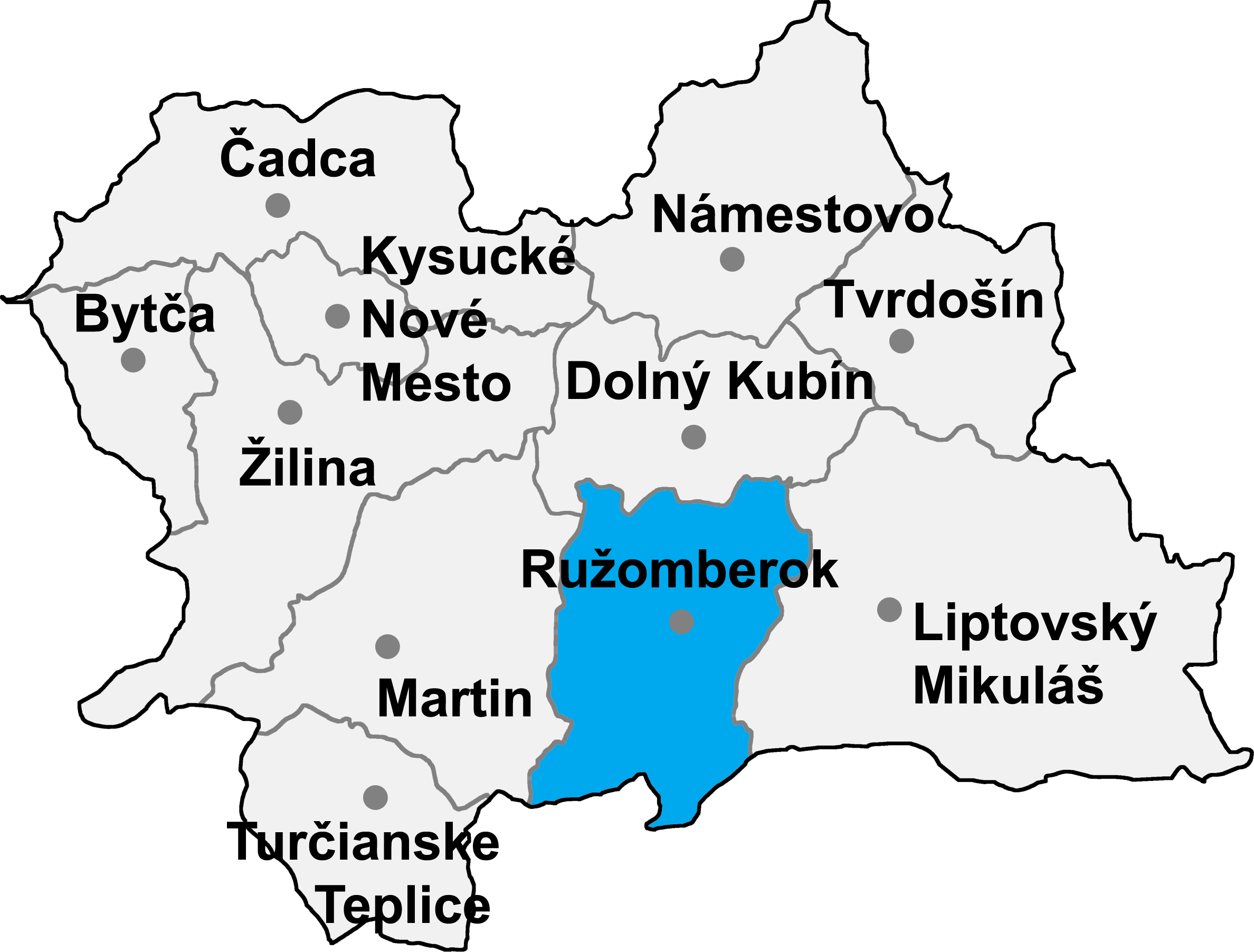

Im Okres Ružomberok bestehen 200 denkmalgeschützte Objekte. Die unten angeführte Liste führt zu den Gemeindelisten und gibt die Anzahl der Objekte an. In Gemeinden, die nicht verlinkt sind, existieren keine geschützten Objekte.
| Gemeindeliste                 | Objektanzahl |
| ----------------------------- | ------------ |
| Bešeňová                      | 4            |
| Hubová                        | 3            |
| Ivachnová                     | 1            |
| Kalameny                      | 0            |
| Komjatná                      | 1            |
| Likavka                       | 30           |
| Liptovská Lúžna               | 4            |
| Liptovská Osada               | 9            |
| Liptovská Štiavnica           | 3            |
| Liptovská Teplá (Bad Liptsch) | 1            |
| Liptovské Revúce              | 0            |
| Liptovské Sliače              | 1            |
| Liptovský Michal              | 2            |
| Lisková                       | 3            |
| Lúčky                         | 1            |
| Ludrová                       | 4            |
| Ľubochňa                      | 9            |
| Martinček                     | 1            |
| Potok                         | 0            |
| Ružomberok                    | 120          |
| Stankovany                    | 2            |
| Štiavnička                    | 0            |
| Švošov                        | 1            |
| Turík                         | 0            |
| Valaská Dubová                | 0            |